# Bovera
Bovera település Spanyolországban, Lleida tartományban. Bovera La Granadella és Flix községekkel határos. Lakosainak száma 247 fő (2024).

## Népesség
A település népessége az utóbbi években az alábbiak szerint változott:
| Lakosok száma | 160  | 740  | 790  | 626  | 501  | 377  | 341  | 290  | 247  | 247  |
|               | 1787 | 1900 | 1940 | 1960 | 1986 | 2005 | 2010 | 2014 | 2019 | 2024 |